# Turismo de saúde
O turismo de saúde, também conhecido como turismo sanitário ou turismo médico, é um fenómeno que se refere às pessoas que viajam para o exterior para obter um tratamento médico. No passado, isto geralmente referia-se àqueles que viajavam dos países menos desenvolvidos para os grandes centros médicos nos países altamente desenvolvidos para receberem um tratamento não disponível no seu país de origem. Porém, nos últimos anos, passou igualmente a referir-se às pessoas provenientes dos países desenvolvidos que viajam para os países em desenvolvimento para receberem um tratamento médico mais barato. Tendo em conta as diferenças entre as agências regulatórias, como a Food and Drug Administration (FDA) ou a Agência Europeia de Medicamentos (EMA), etc., que decidem se um medicamento é aprovado ou não no seu país ou região, a motivação para viajarem, por vezes, também pode ser receberem serviços médicos indisponíveis ou ainda não licenciados no seu país de origem.
O turismo de saúde geralmente ocorre para as cirurgias ou tratamentos semelhantes, pese embora as pessoas também viajem para turismo odontológico ou para o turismo de nascimento (ou turismo de parto). As pessoas com doenças raras, por vezes, também viajam para países onde o tratamento é mais acessível, ou mais barato, ou melhor compreendido. Porém, quase todos os tipos de cuidados de saúde estão disponíveis para o turismo de saúde, incluindo a psiquiatria, a medicina alternativa, as estruturas residenciais para idosos, os cuidados continuados, os cuidados de convalescença e até os serviços funerários.
O turismo de saúde é um termo mais amplo para as viagens que se concentram nos tratamentos médicos e na utilização dos serviços de saúde. Abrange um amplo campo do turismo orientado para a saúde, que vai desde o tratamento preventivo e condutor da saúde até aos modos de viagem reabilitadores e curativos. O turismo de bem-estar é uma outra área também relacionada com o turismo de saúde.

## História
O primeiro caso registado de pessoas que viajavam para tratamento médico remonta há milhares de anos, quando os peregrinos gregos viajavam do Mediterrâneo oriental para uma pequena área no Golfo Sarónico que é designada de Epidauro. Este território era o santuário do deus da cura, o deus Asclépio.
As estâncias termais e os sanatórios foram as primeiras formas de turismo de saúde. Na Europa do século XVIII, os pacientes visitavam os spas porque eram locais com águas minerais supostamente benéficas para a saúde, tratando doenças desde a gota aos distúrbios hepáticos (fígado) e à bronquite.

## Descrição
Os fatores que levaram à crescente popularidade das viagens de saúde incluem o elevado custo dos cuidados de saúde, os longos tempos de espera para determinados procedimentos, a facilidade e o preço acessível das viagens internacionais e as melhorias tanto na tecnologia como nos padrões dos cuidados em muitos países. Evitar os elevados tempos de espera é o principal motivo para o turismo de saúde dos cidadãos da União Europeia, enquanto que para os cidadãos dos EUA o principal motivo são os preços mais baratos no exterior. Para além disso, as taxas de mortalidade, mesmo nos países desenvolvidos, diferem muito, isto é, na comparação da União Europeia contra sete outros países líderes, incluindo os EUA.
Muitos dos procedimentos cirúrgicos realizados nos destinos do turismo de saúde custam uma fração do preço que custam noutros países. Por exemplo, nos Estados Unidos, um transplante do fígado que pode custar US$ 300.000, geralmente custa cerca de US$ 91.000 em Taiwan. Um grande atrativo para as viagens de saúde é a conveniência e a rapidez. Os países que operam sistemas de saúde públicos muitas vezes têm longos tempos de espera para determinadas operações, por exemplo, cerca de 782.936 pacientes canadianos passaram por um tempo médio de espera de 9,4 semanas nas listas de espera médicas em 2005. O Canadá também estabeleceu padrões de tempo de espera para os procedimentos médicos não urgentes, incluindo um período de espera de 26 semanas para uma substituição do quadril e uma espera de 16 semanas para uma cirurgia da catarata.
Nos países desenvolvidos como os Estados Unidos, o turismo médico tem grandes perspectivas de crescimento e implicações muito desestabilizadoras. Uma previsão da Deloitte Consulting publicada em agosto de 2008 previa que o turismo de saúde originado nos EUA poderia aumentar por um fator de dez durante a década seguinte. Estima-se que 750.000 norte-americanos foram para o estrangeiro à procura de cuidados de saúde em 2007, e o relatório estimou que 1,5 milhões procurariam cuidados de saúde fora dos EUA em 2008. O crescimento do turismo de saúde tem o potencial de custar aos prestadores de cuidados de saúde dos EUA milhares de milhões de dólares em perdas de receitas.
Uma autoridade da Harvard Business School afirmou que “o turismo de saúde é promovido muito mais fortemente no Reino Unido do que nos Estados Unidos”.
Para além disso, alguns pacientes de alguns países do Primeiro Mundo estão a descobrir que o seu seguro não cobre a cirurgia ortopédica (como a prótese do joelho ou do quadril) ou limita a escolha do local, do cirurgião ou das próteses a serem utilizadas.
Destinos populares de viagens de saúde em todo o mundo incluem: Canadá, Cuba, Costa Rica, Equador, Índia, Israel, Jordânia, Malásia, México, Singapura, Coreia do Sul, Taiwan, Tailândia, Turquia, Estados Unidos.
Destinos populares para a cirurgia estética incluem: Argentina, Bolívia, Brasil, Colômbia, Costa Rica, Cuba, Equador, México, Turquia, Tailândia e Ucrânia. Segundo a "Sociedad Boliviana de Cirurgia Plástica e Reconstrutiva", mais de 70% das mulheres das classes média e alta da Bolívia já fizeram algum tipo de cirurgia plástica. Outros países de destino incluem a Bélgica, a Polónia, a Eslováquia e a África do Sul.
Algumas pessoas viajam para terem uma gravidez assistida, como a fertilização in vitro ou a gestação subrogada, ou o congelamento dos embriões para a retroprodução (retro-production).
Porém, as perceções do turismo de saúde nem sempre são positivas. Em países como os EUA, que possuem elevados padrões de qualidade, o turismo de saúde é visto como arriscado. Em algumas partes do mundo, questões políticas mais amplas podem influenciar o local onde os turistas de saúde vão escolher para procurarem os cuidados de saúde.
Os prestadores do turismo de saúde desenvolveram-se como intermediários que ligam os potenciais turistas de saúde aos cirurgiões, aos hospitais prestadores e a outras organizações. Em alguns casos, os cirurgiões dos Estados Unidos contrataram os fornecedores do turismo médico para viajarem ao México para tratarem pacientes norte-americanos. A esperança é que a utilização de um cirurgião americano possa aliviar as preocupações sobre sair do país e persuadir os empregadores norte-americanos autossuficientes a oferecerem esta opção económica aos seus trabalhadores como uma forma de pouparem dinheiro e, ao mesmo tempo, prestarem cuidados de alta qualidade. As empresas que se concentram nas viagens de valor de saúde normalmente fornecem acompanhamento de enfermagem para ajudar os pacientes com problemas médicos antes e depois da viagem. Estas empresas também podem ajudar a fornecer recursos para os cuidados de acompanhamento após o retorno do paciente.
O turismo de evasão (circumvention tourism) também é uma área do turismo de saúde que tem crescido. O turismo de evasão é um fenómeno que representa aqueles que fazem uma viagem para terem acesso a serviços médicos que são legais no país de destino, mas que são ilegais no país de origem. Isto pode englobar as viagens para tratamentos de fertilidade que são proibidos no país de origem, aborto e suicídio assistido por médico. O turismo do aborto é um fenómeno muito frequente na Europa, onde as viagens entre países são relativamente simples. A Polónia, um país europeu que legitimamente adotou leis de aborto altamente restritivas, tem uma das taxas mais elevadas de turismo de evasão para aborto, tal como a Irlanda tinha antes de o aborto ter sido legalizado em 2018. Especialmente na Polónia, estima-se que todos os anos quase 7.000 mulheres viajavam para o Reino Unido, antes do Brexit, onde os serviços de aborto eram gratuitos para os cidadãos europeus com o Cartão Europeu de Saúde através do Serviço Nacional de Saúde britânico. Para além disso, também existem contributos de organizações independentes e por médicos, como a Women on Waves, para ajudar as mulheres a contornar as leis para, desse modo, terem acesso aos serviços médicos proibidos no seu país de origem. No caso da Women on Waves, esta organização utiliza uma clínica móvel a bordo de um navio para realizar abortos medicamentosos em águas internacionais, onde apenas se aplica a lei do país cuja bandeira é hasteada.
O turismo odontológico é um fenómeno que designa aqueles que fazem uma viagem para receberem tratamentos de odontologia (por vezes, designada também por medicina dentária) ou de cirurgia oral e maxilofacial, mais baratos. O mesmo implante de porcelana feito num laboratório da Suécia pode custar até 2.500 AUD na Austrália, mas apenas 1.200 AUD na Índia. A diferença do preço aqui não é explicável por referência ao custo do material.

## Acreditação internacional da saúde
A acreditação internacional dos cuidados de saúde é o processo de certificação de um nível de qualidade para os prestadores e os programas de cuidados de saúde em vários países. As organizações internacionais de acreditação dos cuidados de saúde certificam uma ampla gama de programas de cuidados de saúde, tais como os hospitais, os centros de cuidados primários, o transporte médico e os serviços de cuidados ambulatórios. Existem vários modelos de acreditação disponíveis nos vários países em redor do mundo.
O organismo de acreditação internacional mais antigo é o Accreditation Canada, anteriormente conhecido como Conselho Canadiano de Credenciamento dos Serviços de Saúde, que credenciou o Bermuda Hospital Board já no ano de 1968. Desde então, credenciou hospitais e organizações de serviços de saúde em dez outros países. Nos Estados Unidos, o grupo de acreditação Joint Commission International (JCI) foi formado em 1994 para fornecer educação e serviços de consultoria aos clientes internacionais. Muitos hospitais internacionais hoje veem a obtenção da acreditação internacional como uma forma de atrair pacientes norte-americanos.
A Joint Commission International é uma afiliada da Joint Commission nos Estados Unidos. Ambas são organizações independentes do setor privado sem fins lucrativos, ao estilo dos EUA, que desenvolvem procedimentos e padrões reconhecidos nacional e internacionalmente para ajudar a melhorar o atendimento e a segurança dos pacientes. Eles trabalham com os hospitais para os ajudar a cumprir os padrões da Comissão Conjunta para o atendimento ao paciente e, em seguida, credenciam os hospitais que atendem esses padrões.
Um modelo britânico, QHA Trent Accreditation, é um modelo de acreditação holístico independente ativo, bem como GCR.org que monitoriza as métricas e os padrões de sucesso de quase 500.000 clínicas médicas em todo o mundo.
Os diferentes modelos internacionais de acreditação da saúde variam em qualidade, tamanho, custo, intenção e habilidade e intensidade do seu marketing. Eles também variam em termos do custo para os hospitais e as instituições de saúde que os utilizam.
Cada vez mais, alguns hospitais procuram a dupla acreditação internacional, optando pela JCI para cobrir a clientela potencial dos EUA e, para a restante clientela, a Accreditation Canada ou o QHA Trent. Como resultado da competição entre as clínicas por turistas de saúde norte-americanos, têm existido iniciativas para classificar os hospitais com base nas métricas relatadas pelos pacientes.

## Riscos e críticas
O turismo de saúde acarreta alguns riscos que os cuidados de saúde prestados localmente não acarretam ou acarretam num grau muito menor.
Alguns países, como a África do Sul ou a Tailândia, têm uma epidemiologia relacionada com as doenças infecciosas muito diferente da Europa e da América do Norte. A exposição às doenças sem ter desenvolvido uma imunidade natural pode ser um perigo para os indivíduos enfraquecidos, especificamente no que diz respeito às doenças gastrointestinais (por exemplo, a hepatite A, a disenteria amébica, a paratifóide) que podem enfraquecer o progresso e expor o paciente às doenças transmitidas por mosquitos (mosquito-borne disease), à gripe (ou influenza) e à tuberculose. No entanto, como nas nações tropicais pobres as doenças abrangem toda a gama, os médicos parecem estar mais abertos à possibilidade de considerar qualquer doença infecciosa, incluindo também o VIH, a tuberculose (TB) e a febre tifóide, até porque há casos no Ocidente em que os pacientes foram sistematicamente mal diagnosticados durante anos porque tais doenças são consideradas "raras" no Ocidente.
A qualidade dos cuidados pós-operatórios também pode variar drasticamente, dependendo do hospital e do país, e pode ser diferente dos padrões dos EUA ou da Europa. Para além disso, viajar longas distâncias logo após a cirurgia pode aumentar o risco das complicações. Voos longos e mobilidade reduzida associada aos assentos do lado das janelas podem predispor ao desenvolvimento de trombose venosa profunda (TVP) e potencialmente, de embolia pulmonar. Outras atividades de férias também podem ser problemáticas – por exemplo, as cicatrizes podem ficar mais escuras e mais visíveis se forem queimadas pelo sol durante a cicatrização.
Para além disso, as unidades de saúde que tratam os turistas de saúde podem não ter uma política de reclamações adequada para lidar de forma adequada e justa com as reclamações feitas pelos pacientes insatisfeitos.
As diferenças nos padrões dos prestadores dos cuidados de saúde em todo o mundo foram reconhecidas pela Organização Mundial de Saúde (OMS) e, em 2004, foi lançada a Aliança Mundial para a Segurança do Paciente (World Alliance for Patient Safety). Este órgão auxilia os hospitais e os governos em todo o mundo na definição das políticas e práticas de segurança do paciente que se podem tornar particularmente relevantes na prestação dos serviços do turismo de saúde.
Os pacientes que viajam para os países com os padrões cirúrgicos menos rigorosos podem correr um maior risco de complicações. Se houver complicações, o paciente poderá precisar de permanecer nesse país estrangeiro por mais tempo do que o planeado ou, se tiver retornado para casa, não terá acesso fácil aos cuidados de acompanhamento.
Às vezes, os pacientes viajam para outro país para obterem procedimentos de saúde que os médicos do seu país de origem se recusam a realizar porque creem que os riscos do procedimento superam quaisquer benefícios. Esses pacientes podem ter dificuldade em ativar um seguro (seja público ou privado) para cobrir as despesas médicas do acompanhamento após o retorno a casa, caso as temidas complicações realmente surjam.

### Problemas legais
Receber os cuidados médicos no exterior pode sujeitar os turistas de saúde a problemas jurídicos desconhecidos. A natureza limitada da litigância nos vários países é uma razão para a acessibilidade dos cuidados no estrangeiro. Pese embora alguns países que atualmente se apresentam como destinos atrativos do turismo médico forneçam alguma forma de reparação legal para a negligência médica, estas vias legais podem não ser apelativas para o turista de saúde. Caso surjam problemas, os pacientes podem não estar cobertos por um seguro pessoal adequado ou podem não conseguir obter uma compensação através das ações judiciais por má-prática (negligência, imprudência, imperícia) médica. Os hospitais e/ou os médicos em alguns países podem não ser capazes de pagar os danos financeiros determinados por um tribunal a um paciente que os processou, devido ao hospital e/ou ao médico não possuir uma cobertura de seguro adequada e/ou de indemnização médica.
Também podem surgir problemas para os pacientes que procuram os serviços ilegais no seu país de origem. Neste caso, alguns países têm jurisdição para processar os seus cidadãos depois de regressarem ao seu país de origem ou, em casos extremos, deter e processar extraterritorialmente. Especialmente na Irlanda, nas décadas de 1980 e 1990, houve vários casos de jovens alegadamente vítimas de violação que foram proibidas de viajar para a Europa Continental para realizarem lá os seus abortos legais. Por fim, o Supremo Tribunal da Irlanda anulou a proibição; desde então, muitos outros países criaram emendas ao “direito de viajar”.

### Problemas éticos
Pode haver grandes problemas éticos em torno do turismo de saúde. Por exemplo, a compra ilegal dos órgãos e dos tecidos para o transplante foi metodicamente documentada e estudada em países como a China, o Paquistão, a Colômbia e as Filipinas. A Declaração de Istambul distingue entre o “turismo de transplante” eticamente problemático e a “viagem para transplante” eticamente isenta de problemas.
O turismo de saúde pode levantar vários problemas éticos mais amplos para os países onde é promovido. Por exemplo, na Índia, alguns argumentam que uma “política de turismo de saúde para as classes privilegiadas e uma política de missões voluntárias de saúde para as massas, levará ao aprofundamento das desigualdades” já incorporadas no sistema de saúde da Índia. Na Tailândia, em 2008, foi afirmado que “os médicos da Tailândia estão tão ocupados a tratar os estrangeiros que os pacientes tailandeses estão a ter muitos problemas para obterem os seus legítimos cuidados de saúde”. O turismo de saúde centrado nas novas tecnologias, como os tratamentos com células estaminais (stem cell tourism), é frequentemente criticado por motivos de fraude, flagrante falta de fundamentação científica e segurança dos pacientes. No entanto, ao ser-se pioneiro nas tecnologias avançadas, como o fornecimento das terapias "não comprovadas" aos pacientes fora dos ensaios clínicos regulares, muitas vezes acaba por se tornar um desafio conseguir diferenciar entre a inovação médica aceitável e exploração inaceitável do paciente.

### Voluntariado de saúde como turismo
O campo do turismo de saúde (referindo-se aos voluntários que viajam para o exterior para prestar cuidados de saúde) tem atraído muitas críticas negativas quando comparado com a noção alternativa de capacidades sustentáveis, isto é, um trabalho realizado no contexto de atividades de longo prazo, geridas localmente e com infraestruturas geridas por operadores estrangeiros, nomeadamente dos principais países de destino dos turistas de saúde. A preponderância desta crítica surge em grande parte da literatura científica e está revista pelos pares académicos. Recentemente, os meios de comunicação generalistas também publicaram estas críticas.

## Cuidados de saúde patrocinados pelo empregador nos EUA
Alguns empregadores dos EUA começaram a explorar programas de viagens de saúde como uma forma de reduzir os custos de saúde que são obrigadas a suportar para os seus funcionários. Tais propostas suscitaram debates acesos entre os empregadores e os sindicatos que representam os trabalhadores, com um sindicato a afirmar que deplorava a "nova abordagem chocante" de oferecer aos trabalhadores tratamento de saúde no estrangeiro em troca da empresa conseguir reduzir os seus custos. Os sindicatos também levantam problemas de responsabilidade legal (legal liability) caso algo corra mal, e potenciais perdas de emprego na indústria dos cuidados de saúde dos EUA se o tratamento for externalizado.
Os empregadores podem oferecer incentivos como o pagamento das viagens aéreas e a isenção das despesas diretas (out-of-pocket expense) com os cuidados fora dos EUA. Por exemplo, em janeiro de 2008, a Hannaford Bros., uma rede de supermercados com sede no estado do Maine, começou a pagar todas as despesas médicas dos seus funcionários que viajavam para Singapura para fazer as substituições do quadril e do joelho, incluindo as viagens para o paciente e o seu acompanhante. Os pacotes das viagens médicas podem ser integrados a todos os tipos de seguros de saúde, incluindo os planos de benefícios limitados, as organizações de prestadores preferenciais e os planos de saúde com franquias elevadas.
Em 2000, a Blue Shield da Califórnia iniciou o primeiro plano de saúde transfronteiriço dos Estados Unidos. Os pacientes da Califórnia poderiam viajar para um dos três hospitais certificados no México para receberem o tratamento sob o California Blue Shield. Em 2007, uma subsidiária da BlueCross BlueShield da Carolina do Sul, a Companion Global Healthcare, associou-se a vários hospitais da Tailândia, Singapura, Turquia, Irlanda, Costa Rica e Índia. Um artigo de 2008 na Fast Company discutia a globalização dos cuidados de saúde e descrevia o modo como os vários intervenientes no mercado dos cuidados de saúde dos EUA estavam a explorá-la.

## Impacto da COVID-19 no Turismo de Saúde
O crescimento do Turismo de Saúde Global na última década influenciou o crescimento global do setor dos cuidados de saúde. Devido ao impacto multidimensional da pandemia da COVID-19 sob a forma de uma crise global de saúde, da queda da economia global, da restrição das viagens internacionais, a indústria do turismo médico sofreu um declínio substancial.
O CDC fez uma lista a vários níveis dos diferentes destinos ou países classificados de 1 a 3, sendo 1 e 2 considerados seguros para viajar. Um destino classificado como nível 3 era considerado um aviso para não viajar para aquela área.
De acordo com o IMTJ Global Medical Travel and Tourism, esperava-se que a indústria do turismo de saúde permanecesse afetada até 2021.

### Turismo das vacinas contra a COVID-19
Na segunda metade de fevereiro de 2021, foi relatado que pessoas ricas e influentes do Canadá e de países europeus voaram para os Emirados Árabes Unidos para garantir o acesso antecipado à vacina contra a COVID-19. Os EAU têm promovido o Dubai como um centro de férias para vacinação para os ricos, que podem pagar grandes somas de dinheiro para serem vacinados antes de se tornarem elegíveis nos seus países de origem.
Em janeiro de 2021, os snowbirds canadianos viajaram para os Estados Unidos (especificamente para a Flórida e o Arizona) por meio do fretamento aéreo (air charter) para beneficiarem do acesso mais rápido do que a restante população canadiana à vacina contra a COVID-19.

## Destinos

### África e Médio Oriente

#### Irão
Em 2012, 30.000 pessoas viajaram ao Irão para receber um tratamento de saúde. Em 2015, estima-se que entre 150.000 e 200.000 turistas de saúde se deslocaram ao Irão, e espera-se que este número aumente para 500.000 por ano. Os serviços de saúde iranianos têm um custo baixo nas áreas das cirurgias estéticas e plásticas, tratamento de infertilidade e serviços odontológicos (medicina dentária). De acordo com um relatório de 2016 da Big Market Research, o mercado global do turismo de saúde deverá atingir US$ 143 mil milhões até 2022. Foi relatado em maio de 2022 que o número de turistas que viajaram para o Irão à procura de serviços de saúde avançados tinha crescido 40% nos últimos cinco anos.

#### Israel
Israel é um destino popular para o turismo de saúde. Muitos turistas de saúde que viajam para Israel vêm da Europa, especialmente dos países da antiga União Soviética, bem como dos Estados Unidos, Austrália, Chipre e África do Sul. Os turistas de saúde deslocam-se a Israel para uma variedade de procedimentos cirúrgicos e terapias, incluindo os transplantes da medula óssea, a cirurgia cardíaca e o cateterismo, os tratamentos oncológicos (de medicina dentária) e neurológicos, os procedimentos ortopédicos, a reabilitação dos acidentes de viação e a fertilização in vitro. A popularidade de Israel como um destino para o turismo de saúde deriva do seu estatuto de país desenvolvido com um nível de cuidados médicos de alta qualidade, ao mesmo tempo que tem custos de saúde mais baixos do que muitos outros países desenvolvidos. Israel é particularmente popular como destino para os transplantes da medula óssea entre os cipriotas, uma vez que o procedimento não está disponível no Chipre, e para os procedimentos ortopédicos entre os norte-americanos, uma vez que o custo dos procedimentos ortopédicos em Israel é cerca de metade do custo dos Estados Unidos. Israel é um destino particularmente popular para as pessoas que procuram os tratamentos de fertilização in vitro. Os turistas de saúde em Israel utilizam os hospitais públicos e privados, e todos os principais hospitais israelitas oferecem pacotes de turismo de saúde que normalmente custam muito menos do que os procedimentos comparáveis noutros locais e em instalações com um padrão de cuidados igualmente elevado. Em 2014, estimou-se que cerca de 50.000 turistas de saúde se deslocavam a Israel anualmente. Há relatos de que estes turistas de saúde obtêm um tratamento preferencial, em detrimento dos próprios pacientes locais israelitas. Para além disso, algumas pessoas vêm a Israel para visitar os resorts de saúde no Mar Morto, e no Mar da Galileia.

#### Jordânia
A Jordânia, através da sua Associação de Hospitais Privados, atraiu 250.000 pacientes internacionais acompanhados por mais de 500.000 acompanhantes em 2012, com as receitas totais a superarem 1 milhar de milhão de dólares. A Jordânia ganhou o prémio de Destino Médico do ano em 2014 nos IMTJ Medical Travel Awards.

#### África do Sul
A África do Sul é o primeiro país de África a emergir como um destino de turismo de saúde.

#### Tunísia
À escala africana, a Tunísia ocupa o segundo lugar no domínio do turismo de saúde. Também é considerado o segundo melhor destino de talassoterapia do mundo, atrás da França.

#### Emirados Árabes Unidos
Os Emirados Árabes Unidos, especialmente os emirados de Dubai, Abu Dhabi, e Recoima (Ras al-Khaimah), é um destino popular para o turismo de saúde. A autoridade de saúde do Dubai tem liderado o turismo de saúde nos Emirados Árabes Unidos, especialmente no Dubai. No entanto, os hospitais que oferecem o turismo de saúde estão espalhados por todos os sete emirados. Os Emirados Árabes Unidos têm a distinção de ter o número máximo de hospitais credenciados pela JCI (sob vários títulos). Os Emirados Árabes Unidos recebem o turismo de saúde, bem como emitem turismo de saúde quando os seus próprios habitantes saem para fazer tratamentos de saúde no estrangeiro. O turismo receptivo geralmente provém dos países africanos como a Nigéria, o Quénia, o Uganda, o Ruanda, etc. O turismo emissor pode ser categorizado em dois segmentos — a população local (cidadãos dos Emirados Árabes Unidos) e os expatriados. Os habitantes locais preferem ir para os destinos europeus como o Reino Unido, a Alemanha, etc. Os expatriados preferem regressar aos seus países de origem para os tratamentos.

### Américas

#### Brasil
No Brasil, o Hospital Israelita Albert Einstein, em São Paulo, foi a primeira instalação credenciada pela JCI fora dos EUA, e mais de uma dúzia de instalações médicas brasileiras já foram credenciadas de forma semelhante.
O turismo de Saúde pode ocorrer também nos grandes centros urbanos que sejam referências nacionais para o tratamento de uma ou várias especialidades, como a cidade de São Paulo. Um dos mais conhecidos autores sobre o tema no Brasil é o escritor Adalto Felix de Godoi, autor do livro Turismo de Saúde - uma visão da hospitalidade médica mundial, abordando também a temática no livro Hotelaria Hospitalar e Humanização no atendimento em hospitais, além de vários artigos sobre o tema.

#### Canadá
Em comparação com os custos de saúde nos EUA, os pacientes podem poupar 30 a 60 por cento nos custos de saúde no Canadá.
No início da década de 1990, os norte-americanos que usavam ilegalmente cartões dos seguro de saúde canadianos falsificados, emprestados ou obtidos de forma fraudulenta para obterem os cuidados de saúde gratuitos no Canadá, tornaram-se um problema muito sério devido aos altos custos que impunham ao sistema de saúde.

#### Costa Rica
Na Costa Rica, existem dois hospitais credenciados pela Joint Commission International (JCI). Ambos estão em São José, Costa Rica. Quando a Organização Mundial da Saúde (OMS) classificou os sistemas de saúde mundiais no ano 2000, a Costa Rica foi classificada como n.º 26, o que foi superior aos EUA, e juntamente com a Dominica dominou a lista entre os países da América Central.
O Deloitte Center for Health Solutions em 2008 relatou uma média de economia de custos entre 30 e 70 por cento em relação aos preços dos EUA. Em 2019, uma operação ao joelho na Clinica Biblica que custaria cerca de US$ 44.000 nos EUA custou US$ 12.200.

#### México
O México tem 98 hospitais credenciados pelo Ministério Federal da Saúde do país e sete hospitais credenciados pela JCI. O México é mais conhecido pelos seus cuidados avançados em odontologia (medicina dentária) e cirurgia estética.
Nos últimos anos, Los Algodones, estado da Baixa Califórnia, um aldeamento com menos de 6.000 pessoas localizado na fronteira com os EUA, perto de Yuma, estado do Arizona, tornou-se um importante destino para os norte-americanos e os canadianos que procuram serviços odontológicos (de medicina dentária). Cerca de 600 odontólogos (médicos dentistas) exercem o seu trabalho nesta comunidade, atendendo principalmente os turistas, o que levou a comunidade a ser apelidada de “Cidade Molar”.

#### Estados Unidos da América
Um relatório de 2015 da Comissão de Comércio Internacional dos Estados Unidos concluiu que entre 150.000 e 320.000 turistas de saúde dos Estados Unidos viajavam pelo mundo com o propósito de receber cuidados de saúde hospitalares. Pese embora alguns tenham estimado que 750.000 turistas médicos norte-americanos viajaram dos Estados Unidos para outros países em 2007 (acima dos 500.000 de 2006), de acordo com o relatório McKinsey, 45% dos turistas de saúde norte-americanos viajam para a Ásia, 26% vão para a América do Sul e Central, 2% vão para o Médio Oriente e 27% viajam para outro país da América do Norte. Nenhum viaja para a Europa.
A disponibilidade da tecnologia médica avançada e o treino sofisticado dos médicos são citados como motivações para o crescimento dos estrangeiros que viajam para os EUA para os cuidados de saúde, enquanto os baixos custos para os internamentos hospitalares e os procedimentos importantes/complexos em instalações médicas credenciadas pelo Ocidente no exterior são referidos como as principais motivações para os viajantes norte-americanos. Para além disso, o declínio no valor do dólar norte-americano entre 2007 e 2013 costumava oferecer incentivos adicionais para as viagens dos turistas de saúde estrangeiros para os EUA, pese embora as diferenças dos custos entre os EUA e muitos locais na Ásia sejam maiores do que quaisquer flutuações cambiais.
Vários grandes centros médicos e hospitais universitários oferecem centros de pacientes internacionais que atendem pacientes de países estrangeiros que procuram um tratamento médico nos EUA. Muitas destas organizações oferecem coordenadores de serviços para ajudar os pacientes internacionais com os cuidados médicos, as acomodações, as finanças e o transporte, incluindo os serviços de ambulância aérea.

### Ásia e Oceânia

#### China
O Relatório do Turismo de Saúde em Linha (Online) de 2016 da Ctrip indica que o número de viajantes que se inscrevem no turismo de saúde internacional através da sua plataforma aumentou cinco vezes em relação ao ano anterior, e espera-se que mais de 500.000 visitantes chineses façam turismo de saúde. Os dez principais destinos de turismo de saúde são Japão, Coreia do Sul, EUA, Taiwan, Alemanha, Singapura, Malásia, Suécia, Tailândia e Índia. Os exames de saúde regulares representaram a maior parte do turismo de saúde chinês em 2016, representando mais de 50% de todas as viagens de turismo de saúde para os turistas originários da China.

#### Hong Kong
Todos os doze hospitais privados de Hong Kong foram pesquisados e credenciados pelo Trent Accreditation Scheme do Reino Unido desde o início de 2001.

#### Índia
O turismo médico é um setor em crescimento na Índia. A Índia está a tornar-se o segundo destino do turismo de saúde depois da Tailândia. Gurgaon é o maior centro de turismo de saúde da Índia, seguido por Chenai (ou Madrasta), que é considerada a "Cidade da Saúde da Índia", pois atrai 45% dos turistas de saúde que visitam a Índia e 40% dos turistas de saúde nacionais.
Esperava-se que o setor de turismo de saúde da Índia experimentasse uma taxa de crescimento anual de 30% a partir de 2012, tornando-se uma indústria de US$ 2 bilhões em 2015.
Em agosto de 2019, o governo indiano facilitou aos estrangeiros o tratamento de saúde sem necessariamente requerer o obrigatório visto de saúde. Estas iniciativas do governo indiano ajudaram o mercado do turismo de saúde a atingir cerca de 9 mil milhões de dólares em 2020. Para além disso, a principal razão para os turistas estrangeiros escolherem a Índia é porque tem 40 hospitais credenciados pela Joint Commission International (JCI) dos EUA.
À medida que os custos dos tratamentos de saúde no mundo desenvolvido aumentam – com os Estados Unidos a liderar – cada vez mais pessoas ocidentais consideram cada vez mais apelativa a perspectiva de viagens internacionais para obterem os seus cuidados médicos. Estima-se que, pelo menos, 150 mil deles viajem para a Índia todos os anos para beneficiarem de procedimentos de saúde com um baixo custo.
A Índia está a tornar-se cada vez mais popular entre os africanos que procuram um tratamento médico no estrangeiro. Os tratamentos são aprovados pela Organização Mundial da Saúde (OMS) e pela Food and Drug Administration dos EUA.
O governo indiano também iniciou várias iniciativas que podem dar um grande impulso para ajudar os pacientes internacionais a obterem o tipo certo de tratamento a preços muito acessíveis. De acordo com os estudos, o aumento do turismo de saúde na Índia terá uma trajetória crescente.

#### Malásia
A maioria dos pacientes estrangeiros que procuram os tratamentos médicos na Malásia são provenientes da Indonésia, com um número menor de pacientes estrangeiros provenientes da Índia, Singapura, Japão, Austrália, Europa, EUA e Médio Oriente. Em 2008, os indonésios representavam 75% de todos os pacientes estrangeiros que receberam cuidados na Malásia; Europeus, 3%; Japoneses, 3%; Cingapurianos, 1% e cidadãos dos países do Médio Oriente, 1%. Em 2011, os indonésios representavam 57% de todos os pacientes estrangeiros na Malásia, à medida que o número de pacientes de outras nacionalidades crescia.
As companhias de seguros de saúde em Singapura permitiram recentemente que os seus segurados fossem tratados na Malásia, onde os serviços são mais baratos do que em Singapura, permitindo assim redução de custos e aumento dos lucros das seguradoras de Singapura.

#### Nova Zelândia
Em 2008, estimou-se que, em média, os custos cirúrgicos na Nova Zelândia são cerca de 15 a 20% do custo do mesmo procedimento cirúrgico nos EUA.

#### Paquistão
O Paquistão tem quatro hospitais credenciados pela Joint Commission International (JCI) . A maioria das pessoas viaja para os tratamentos no Paquistão vindos do Afeganistão, Irão, Reino Unido, Médio Oriente e Estados Unidos.

#### Singapura
Singapura tem uma dúzia de hospitais e centros de saúde com acreditação da JCI. Em 2013, as despesas médicas geradas pelos turistas de saúde, principalmente provenientes dos procedimentos médicos mais complexos, como a cirurgia cardíaca, foram de S$ 832 milhões, um declínio de 25% em relação aos S$ 1,11 mil milhões de 2012, já que os hospitais enfrentaram mais concorrência dos países vizinhos por trabalhos menos complexos.

#### Tailândia
Os estrangeiros que procuram um tratamento para tudo, desde a cirurgia do coração aberto até aos tratamentos de fertilidade, fizeram da Tailândia e dos seus hospitais acreditados um destino popular para o turismo de saúde, atraindo cerca de 2,81 milhões de pacientes em 2015, um aumento de 10,2%. Em 2013, os turistas de saúde gastaram até 4,7 mil milhões de dólares, de acordo com estatísticas do governo. Em 2019, com 64 hospitais credenciados, a Tailândia está atualmente entre os 10 principais destinos do turismo de saúde do mundo. Em 2017, a Tailândia registou 3,3 milhões de visitas dos estrangeiros à procura de um tratamento médico especializado. Em 2018, esse número cresceu para 3,5 milhões.

### Europa
Mesmo na Europa, pese embora os protocolos terapêuticos possam ser aprovados pela Agência Europeia de Medicamentos (EMA), vários países têm as suas próprias organizações de revisão, a fim de avaliar se o mesmo protocolo terapêutico seria "custo-efetivo", para que os pacientes enfrentem diferenças no protocolos terapêuticos, particularmente no acesso a estes medicamentos, o que pode ser parcialmente explicado pela solidez financeira do Sistema de Saúde específico.
Em 2006, foi decidido que, nas condições do regime de saúde europeu E112, as autoridades de saúde do Reino Unido teriam de pagar a conta caso um dos seus pacientes fosse capaz de alegar motivos médicos urgentes para optar por procurar um tratamento mais rápido noutro estado-membro da União Europeia.
A Diretiva europeia sobre a aplicação dos direitos dos pacientes aos cuidados de saúde transfronteiriços foi acordada em 2011.
Um inquérito em linha (online) aos cidadãos da UE, principalmente da Polónia, Hungria e Roménia, que residiam no Reino Unido realizado pelo Centro para as Alterações Populacionais em 2019, mostrou que 46% deles preferiam o sistema de saúde do seu país de origem. Apenas 36% preferiram o tratamento médico do NHS, e uma percentagem ainda menor entre os da Europa Ocidental.

#### Azerbaijão
O Azerbaijão é um alvo dos turistas de saúde do Irão, Turquia, Geórgia e Rússia. O Hospital Internacional Bona Dea em Bacu foi construído em 2018 para atrair os pacientes internacionais e conta com funcionários de vários países europeus.

#### Croácia
A Croácia afirma ser o destino de turismo de saúde mais antigo da Europa, já que a Associação de Higiene de Hvar (Societa Igienica) foi fundada em 1868.

#### França
Desde 2002, é oferecido aos pacientes do Serviço Nacional de Saúde (NHS) britânico os tratamentos em França para reduzir as listas de espera para cirurgias à anca, joelho e catarata. A França é um destino turístico popular, mas também é classificada como o principal sistema de saúde do mundo pela Organização Mundial de Saúde (OMS). O Tribunal de Justiça da União Europeia determinou que o Serviço Nacional de Saúde (NHS) do Reino Unido tem de reembolsar os pacientes britânicos pelos gastos com as taxas moderadoras pagas aos hospitais públicos de França.
O número de pacientes está a crescer e, em 2016, a França ficou em 7.º lugar no Índice do Turismo Médico.

#### Alemanha
Em 2017, havia cerca de 250.000 pacientes estrangeiros que trouxeram receitas de mais de 1,2 mil milhões de euros aos hospitais da Alemanha. Alguns eram visitantes que adoeceram inesperadamente, mas estima-se que mais de 40 por cento vieram para um tratamento planeado, a maioria da Polónia, Países Baixos ou França. Há muito tempo que existem turistas médicos do Médio Oriente. Os hospitais universitários e as grandes clínicas municipais, como o Hospital Universitário de Friburgo ou o Vivantes em Berlim, são os destinos mais populares. Alguns exigem o pagamento integral antes de iniciar o tratamento.
A Hallwang Clinic GmbH é considerada a clínica de maior destaque na indústria privada europeia do cancro, localizada na Alemanha, que atrai pacientes dos EUA, Reino Unido, Austrália e Médio Oriente, oferecendo uma variedade de tratamentos diferentes, alguns dos quais que não parecem ser baseados em evidências científicas; a clínica foi acusada de vender falsas esperanças.

#### Grécia
A Grécia começa a desempenhar um papel importante no domínio do turismo médico em todo o mundo; pese embora sempre tenha sido um destino turístico notável, as melhorias nos serviços de saúde e na formação dos profissionais de saúde contribuem para a expansão da Grécia como um destino para os pacientes internacionais.

#### Hungria
Durante a era do comunismo Goulash, os turistas alemães e austríacos na Hungria também começaram a visitar os odontologistas (médicos dentistas). Em 2015, a cidade de Mosonmagyaróvár tinha cerca de 350 clínicas dentárias, mais clínicas per capita do que em qualquer outro lugar do planeta. Os preços dos procedimentos odontológicos (de medicina dentária) variam entre um terço a metade do preço em relação a Viena, Áustria, a 60 km (37 mi) de distância, e um quarto do preço em relação à Suíça ou à Dinamarca. Um austríaco pode ser tratado durante uma viagem de um dia, ou também passar férias na região pelo preço de uma ou duas noites num hotel em Viena.

#### Lituânia
A Health Tourism Lithuania, uma agência de turismo da Lituânia, foi criada inicialmente em 2018 com o foco no mercado escandinavo, mas em 2019 o foco passou a ser as longas listas de espera no Serviço Nacional de Saúde (NHS) do Reino Unido, e desde então notou-se um aumento nas consultas para colocação de próteses do quadril, para além do interesse existente na cirurgia estética e em odontologia (medicina dentária) por parte dos britânicos. Uma prótese de quadril custa £3.340, cerca de um terço do preço do mesmo procedimento no Reino Unido.

#### Rússia
No seu discurso à Assembleia Federal da Federação Russa datado de 1 de março de 2018, o presidente russo, Vladimir Putin, sublinhou a necessidade de desenvolver os cuidados de saúde e os serviços de exportação no domínio da medicina e do turismo.
De acordo com o decreto do Presidente da Federação Russa de 7 de maio de 2018 n.º 204 "sobre metas nacionais e objetivos estratégicos de desenvolvimento da Federação Russa para o período até 2024" o volume de exportações dos serviços médicos até 2024 terá que ser de US$ 1 bilhão por ano. A fim de implementar o Decreto do Presidente da Federação Russa de 7 de maio de 2018 n.º 204, foi criada a organização federal sem fins lucrativos Associação Russa do Turismo Médico.

#### Sérvia
A Sérvia tem uma variedade de clínicas que atendem os turistas de saúde nas áreas da cirurgia estética, atendimento odontológico (medicina dentária), tratamento de fertilidade e procedimentos de perda de peso. O país também é um importante centro internacional para a cirurgia de redesignação do género.

#### Turquia
O custo dos recursos médicos na Turquia é bastante acessível em comparação com os países da Europa Ocidental. Portanto, milhares de pessoas viajam todos os anos para a Turquia para os tratamentos médicos.A Turquia está a tornar-se especialmente um centro para a cirurgia do transplante capilar. Quase 178 mil turistas visitaram por motivos de saúde nos primeiros seis meses de 2018. 67% utilizaram hospitais privados, 24% hospitais públicos e 9% hospitais universitários. O Regulamento sobre o Turismo de Saúde Internacional e a Saúde Turística entrou em vigor em 13 de julho de 2017. Aplica-se apenas a quem vem especificamente para tratamento. A USHAŞ foi criada em 2019 pelo Ministério da Saúde turco para promover e regular o turismo de saúde na Turquia.

#### Reino Unido
Tanto o Serviço Nacional de Saúde (NHS) público como os hospitais privados atraem o turismo de saúde ao Reino Unido. Muitos hospitais e clínicas privadas no Reino Unido são destinos do turismo de saúde. Os hospitais privados do Reino Unido têm registo obrigatório junto do órgão de fiscalização do Reino Unido, a Care Quality Commission. A grande maioria do turismo de saúde no Reino Unido é atraída para Londres, onde existem 25 hospitais e clínicas privadas, para além de 12 unidades privadas para pacientes que podem pagar, geridas pelos prestadores hospitalares do NHS como forma de financiarem as unidades adscritas ao sistema público com as receitas privadas. Em 2017, registou-se um declínio de 3% no mercado, ou seja, de cerca de 1,55 mil milhões de libras devido ao menor número de clientes do Médio Oriente. Os pacientes estrangeiros que chegam a Londres são particularmente propensos a procurar os complexos serviços de tratamento de cancro, neurociências, cardiovasculares e pediátricos, apoiados por uma forte experiência clínica refletida pelos principais hospitais universitários sediados no Reino Unido. O rendimento dos prestadores do NHS aumentou 9% em 2018–2019, empurrando o Hospital Royal Marsden para mais perto do limite legal de 50%.

##### Abuso no Reino Unido
Alega-se que os turistas de saúde no Reino Unido recorrem frequentemente ao NHS pelo seu tratamento gratuito no local de atendimento, supostamente custando ao NHS até £200 milhões. Um estudo realizado em 2013 concluiu que o Reino Unido era um exportador líquido de turistas de saúde, com 63.000 residentes do Reino Unido a viajarem para o exterior para tratamento e cerca de 52.000 pacientes a receberem tratamento no Reino Unido. Os turistas de saúde tratados como pacientes privados pelos prestadores do NHS são mais lucrativos do que os pacientes privados do Reino Unido, gerando perto de um quarto da receita proveniente de apenas sete por cento do volume de casos. Os pacientes odontológicos (de medicina dentária) do Reino Unido vão principalmente para a Hungria e a Polónia. Os turistas de fertilidade viajam principalmente para a Europa Oriental, Chipre e Espanha.
No verão de 2015, os agentes de imigração da Força de Fronteira (Border Force) foram estacionados nos Hospitais Universitários de St George NHS Foundation Trust para treinar os seus funcionários para identificarem "pacientes potencialmente cobráveis". Em outubro de 2016, o Governo britânico anunciou que planeava exigir documentos de identidade com fotografia ou prova do seu direito de permanecer no Reino Unido, como o estatuto de asilo ou um visto para mulheres grávidas. Aqueles que não conseguissem fornecer documentos satisfatórios seriam enviados à equipe de pacientes estrangeiros do NHS "para uma análise especializada dos seus documentos de identidade, e em comunicação com a Agência de Fronteiras do Reino Unido (UK Border Agency) e com o Ministério do Interior". Foi estimado que £4,6 milhões por ano foram gastos no cuidado dos pacientes inelegíveis para serem tratados pelo NHS de forma legal. Um modelo piloto para verificar se os pacientes tinham ou não direito a beneficiarem dos cuidados gratuitos do NHS em 18 hospitais do NHS, 11 em Londres, durante dois meses em 2017, obrigou 8.894 pacientes, com pulseiras de triagem verdes e azuis, a comprovarem por dois métodos a sua identificação antes de receberem os cuidados não-urgentes. Do total, 50 por cento não eram elegíveis para o tratamento gratuito do NHS. Os ativistas alegaram que isso era "parte da política ambiental hostil do governo" e que no hospital de Newham era possível "ver enormes cartazes a dizerem que um paciente poderia não ser elegível para a gratuitidade do NHS".
As faturas emitidas aos pacientes considerados inelegíveis excedem largamente os montantes efetivamente arrecadados. A maioria dos centros hospitalares não possui pessoal dedicado para esta tarefa. Os pacientes inelegíveis geralmente têm uma morada oficial no estrangeiro, o que lhes permite evadir à cobrança das faturas pelo NHS.